# Abor & Tynna

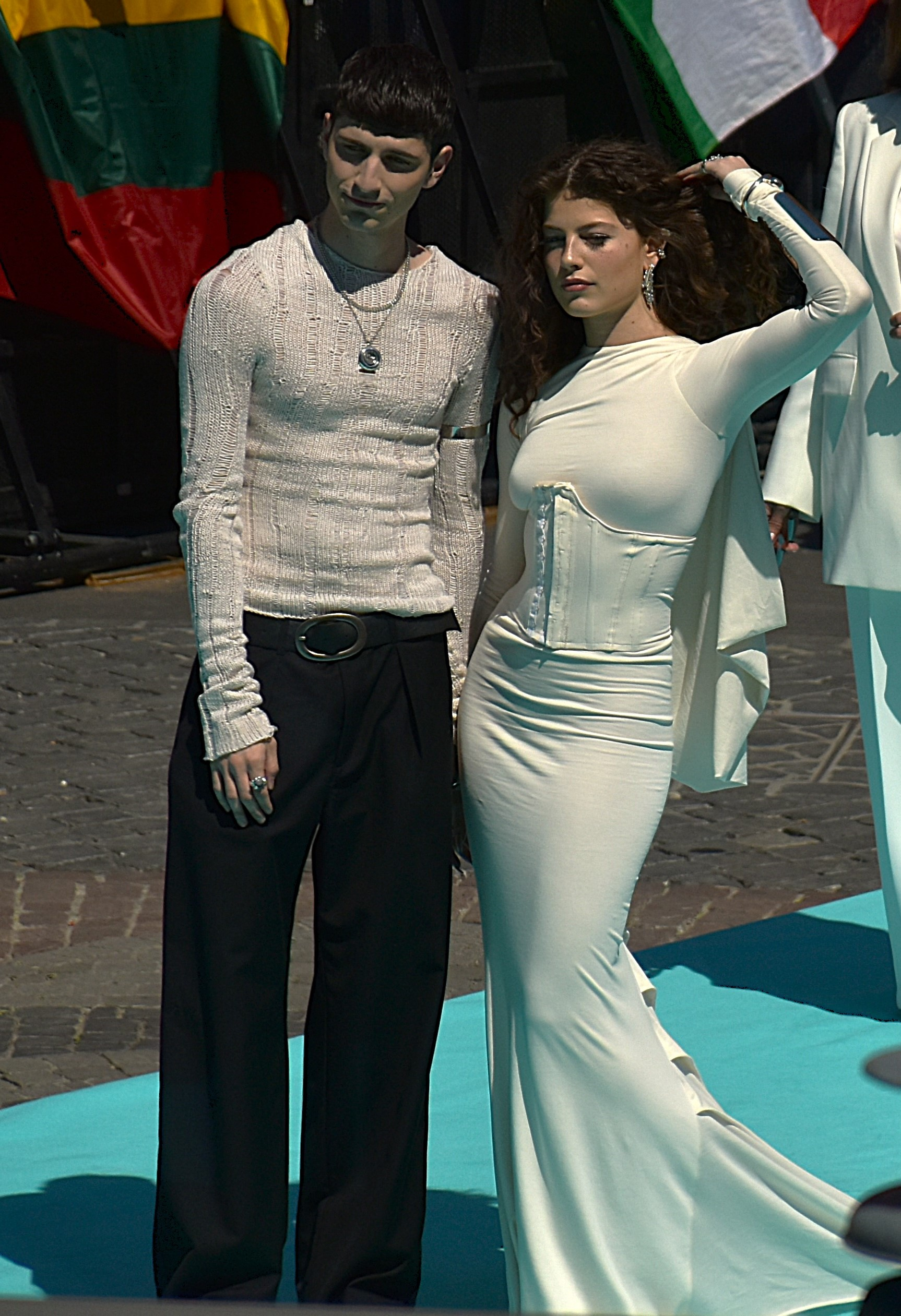
Abor & Tynna, 2025

Abor & Tynna sind ein österreichisches Musikduo, bestehend aus den Geschwistern Attila (* 27. August 1998 in Wien) und Tünde Bornemisza (* 22. Dezember 2000 in Wien). Sie vertraten Deutschland im Mai 2025 beim 69. Eurovision Song Contest in Basel mit dem Elektropop-Song Baller.

## Herkunft und Werdegang
Die Geschwister wuchsen in Wien in einer Familie mit Wurzeln in Ungarn und Rumänien auf. Ihr Vater ist der Cellist Csaba Bornemisza (* 1966 in Wien), der seit 1993 bei den Wiener Philharmonikern spielt; ihre Mutter gehörte zur ungarischen Minderheit in Rumänien.
Die Geschwister erhielten klassischen Musikunterricht: Attila Cello, Tünde ab dem neunten Lebensjahr Querflöte (sie gewann erste Preise bei Landes- und Bundeswettbewerben), ihre jüngere Schwester Geige. Tünde studiert Psychologie und Attila Maschinenbau.

## Musikalische Karriere

### 2016–2024: Erste Schritte
2016 nahmen die Geschwister erstmals einen gemeinsamen Song auf, den sie auf SoundCloud hochluden. Ihre Mutter teilte das Video auf Facebook, worauf ein Produzent die beiden in sein Tonstudio einlud. In den folgenden Jahren entstanden weitere Veröffentlichungen (denen sie zum Teil nachträglich den Interpretennamen „Geborn“ zuordneten) – aus Tünde wurde die Sängerin und Songwriterin Tynna und aus Attila der Musikproduzent Abor. Ihre Musik verorten sie im Bereich Pop, Hip-Hop und Elektronik. Des Weiteren veröffentlichte Abor in den Jahren 2022 und 2023 drei Solosingles.
2020 erhielten sie eine Anfrage, sich an der internen Auswahl Österreichs für den Eurovision Song Contest zu beteiligen. Aufgrund ihrer Unerfahrenheit ohne einen Live-Auftritt lehnten Abor & Tynna ab. Im April 2024 waren sie Vorgruppe bei der Eröffnung der Glas-Tour von Nina Chuba in Bremen.
| Show       | Ausstrahlungsdatum | Song – Originalinterpret         |
| ---------- | ------------------ | -------------------------------- |
| Vorrunde   | 14. Februar 2025   | Skyfall – Adele                  |
| Halbfinale | 22. Februar 2025   | Baller                           |
| Finale     | 1. März 2025       | Bang Bang – Nancy Sinatra Baller |

### 2025: Eurovision Song Contest und DebütalbumBittersüß

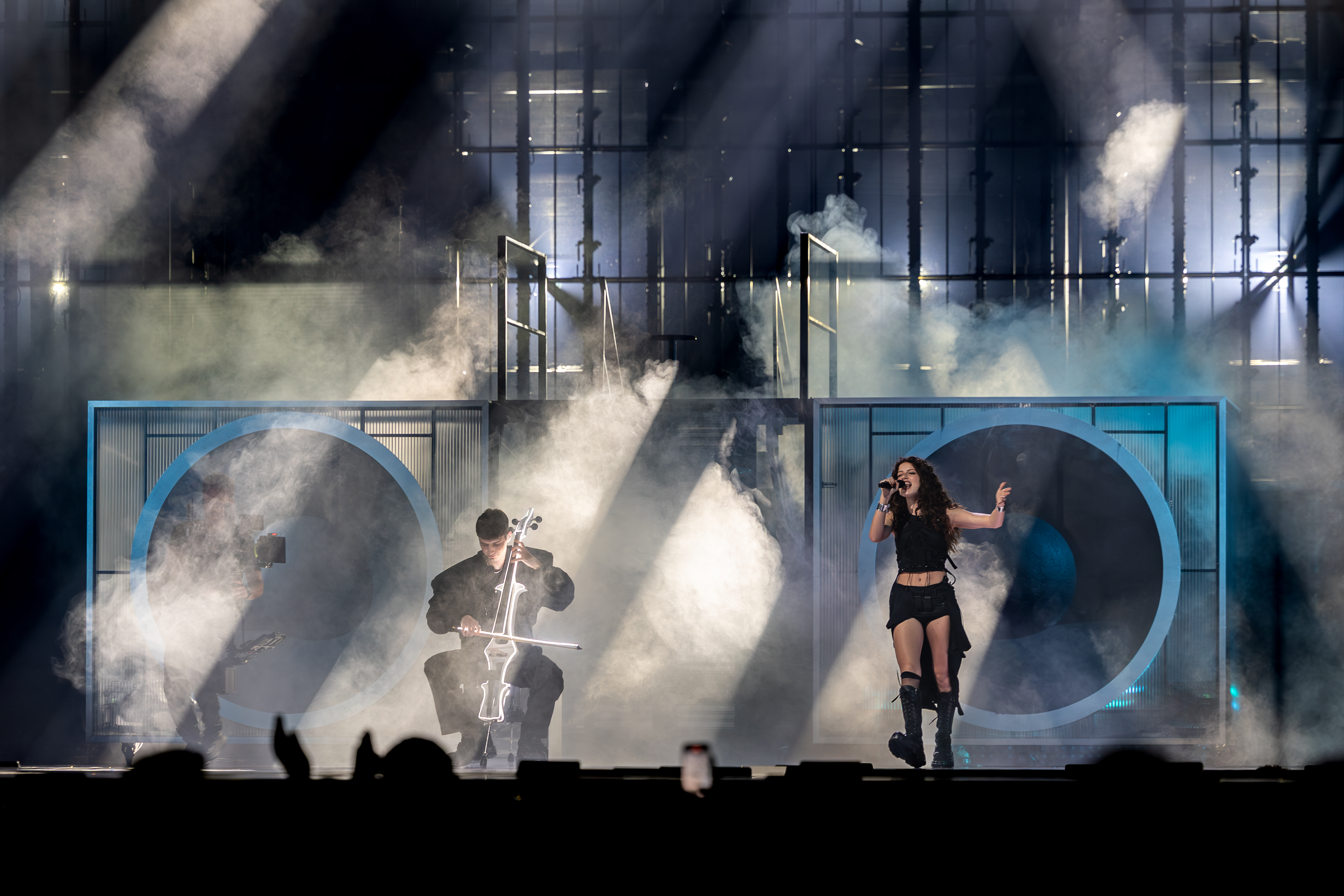
Abor & Tynna, 2025

Auf Vorschlag ihres deutschen Musiklabels bewarb sich das Duo für die deutsche Vorentscheidung zum Eurovision Song Contest 2025 im schweizerischen Basel. Abor & Tynna stellten sich zunächst in einem nichtöffentlichen Casting im Dezember 2024 mit dem selbstgeschriebenen Titel Babylon vor. Aus über 3000 Bewerbungen gehörten sie dann zu den 24 Kandidaten, die sich in Chefsache ESC 2025 – Wer singt für Deutschland? dem Votum einer Jury und des Fernsehpublikums stellen durften. Auf Anraten von Stefan Raab wählten sie den Song Baller aus, von dem Raab einen kurzen Ausschnitt auf dem Instagram-Profil des Duos entdeckt hatte.
Abor & Tynna erhielten in der ersten Vorrunde mit einem Cover von Adeles Skyfall von der Jury grünes Licht für das Halbfinale der Showreihe. Am selben Tag erschien ihr Debütalbum Bittersüß. Das enthaltene Baller wurde von der Jury ins Finale und dort weiter ins „Superfinale“ gewählt, wo der Song am 1. März 2025 das Televoting gegen vier verbliebene Mitbewerber mit 34,9 % der Stimmen siegte. Abor & Tynna vertraten Deutschland dann im Finale des Eurovision Song Contest 2025 am 17. Mai 2025 in Basel und erreichten mit Baller Rang 15.

## Kontroversen
Im Juni 2025 wurde bekannt, dass Attila in Social-Media-Posts homophobe Kommentare und Sympathiebekundungen für Donald Trump und Ungarns Ministerpräsidenten Viktor Orbán, der für seine LGBTIQ-feindliche Politik bekannt ist, getätigt hatte. Ein als Attila identifizierter Nutzer auf Reddit diffamierte queere Menschen und deren Rechte. Nach anfänglichen Dementi, der Account gehöre ihm nicht, räumte er schließlich ein die Posts geschrieben zu haben und entschuldigte sich. Er bereue diese Posts und sie spiegelten nicht wider, wer er heute sei.

## Diskografie

### Studioalben
| Jahr | Titel Musiklabel              | Höchstplatzierung, Gesamtwochen, AuszeichnungChartplatzierungen (Jahr, Titel, Musiklabel, Platzierungen, Wochen, Auszeichnungen, Anmerkungen) | Höchstplatzierung, Gesamtwochen, AuszeichnungChartplatzierungen (Jahr, Titel, Musiklabel, Platzierungen, Wochen, Auszeichnungen, Anmerkungen) | Höchstplatzierung, Gesamtwochen, AuszeichnungChartplatzierungen (Jahr, Titel, Musiklabel, Platzierungen, Wochen, Auszeichnungen, Anmerkungen) | Anmerkungen                            |
| Jahr | Titel Musiklabel              | DE | AT | CH | Anmerkungen                            |
| ---- | ----------------------------- | --- | --- | --- | -------------------------------------- |
| 2025 | Bittersüß Jive Germany (Sony) | DE10 (6 Wo.)DE | AT17 (3 Wo.)AT | CH100 (1 Wo.)CH | Erstveröffentlichung: 14. Februar 2025 |

### Singles
| Jahr | Titel Album      | Höchstplatzierung, Gesamtwochen, AuszeichnungChartplatzierungen (Jahr, Titel, Album, Platzierungen, Wochen, Auszeichnungen, Anmerkungen) | Höchstplatzierung, Gesamtwochen, AuszeichnungChartplatzierungen (Jahr, Titel, Album, Platzierungen, Wochen, Auszeichnungen, Anmerkungen) | Höchstplatzierung, Gesamtwochen, AuszeichnungChartplatzierungen (Jahr, Titel, Album, Platzierungen, Wochen, Auszeichnungen, Anmerkungen) | Höchstplatzierung, Gesamtwochen, AuszeichnungChartplatzierungen (Jahr, Titel, Album, Platzierungen, Wochen, Auszeichnungen, Anmerkungen) | Anmerkungen                           |
| Jahr | Titel Album      | DE | AT | CH | UK | Anmerkungen                           |
| ---- | ---------------- | --- | --- | --- | --- | ------------------------------------- |
| 2025 | Baller Bittersüß | DE3 (11 Wo.)DE | AT3 (6 Wo.)AT | CH5 (5 Wo.)CH | UK34 (2 Wo.)UK | Erstveröffentlichung: 24. Januar 2025 |

Weitere Singles
- 2020: Anti Ally[24]
- 2022: Winx Club[25]
- 2023: Coco Taxi[26]
- 2024: Plattenpräsident[27]
- 2024: Küsschen[28]
- 2024: Mama[29]
- 2024: Guess What I Like[30]
- 2024: Seifenblasen[31]
- 2024: Psst[32]

als Geborn
- 2018: Time Bender[33]
- 2019: Pasiphae[34]
- 2020: Borderline[35]
- 2021: Tide[36]
- 2022: Liebe mit Verdacht[37]
- 2023: Geisterfahrer[38]